# Rapado
Pour plus de détails, voir Fiche technique et Distribution.
Rapado est un film argentin réalisé par Martín Rejtman, sorti en 1992.

## Fiche technique
Sauf indication contraire, les informations mentionnées dans cette section peuvent être confirmées par la base de données cinématographiques IMDb,  présente dans la section « Liens externes ».
- Titre français : Rapado
- Réalisation et scénario : Martín Rejtman
- Photographie : José Luis García
- Montage : Garry Lane
- Musique : Grupo Suárez et Paul M. van Brugge
- Pays d'origine : Argentine
- Format : Couleurs - 35 mm - 1,66:1 - Dolby
- Genre : comédie dramatique
- Durée : 75 minutes
- Date de sortie : 1992

## Distribution
- Ezequiel Cavia :
- Damián Dreizik :
- Mirta Busnelli :
- Horacio Peña :
- Lucas Marty :
- Cecilia Biagini :
- José Glusman :
- Pichón Baldinú :
- Verónica Llinás :